# Giovanni Arduino
Giovanni Arduino (Caprino Veronese, 16 de octubre de 1714-Venecia, 21 de marzo de 1795) fue un geólogo italiano conocido como el padre de la geología italiana. Arduino desarrolló posiblemente la primera clasificación de tiempo geológico, basado en el estudio de la geología de Italia norteña. En 1759, dividió la historia de la tierra en cuatro períodos: primitivo, secundario, terciario o volcánico, y cuaternario.

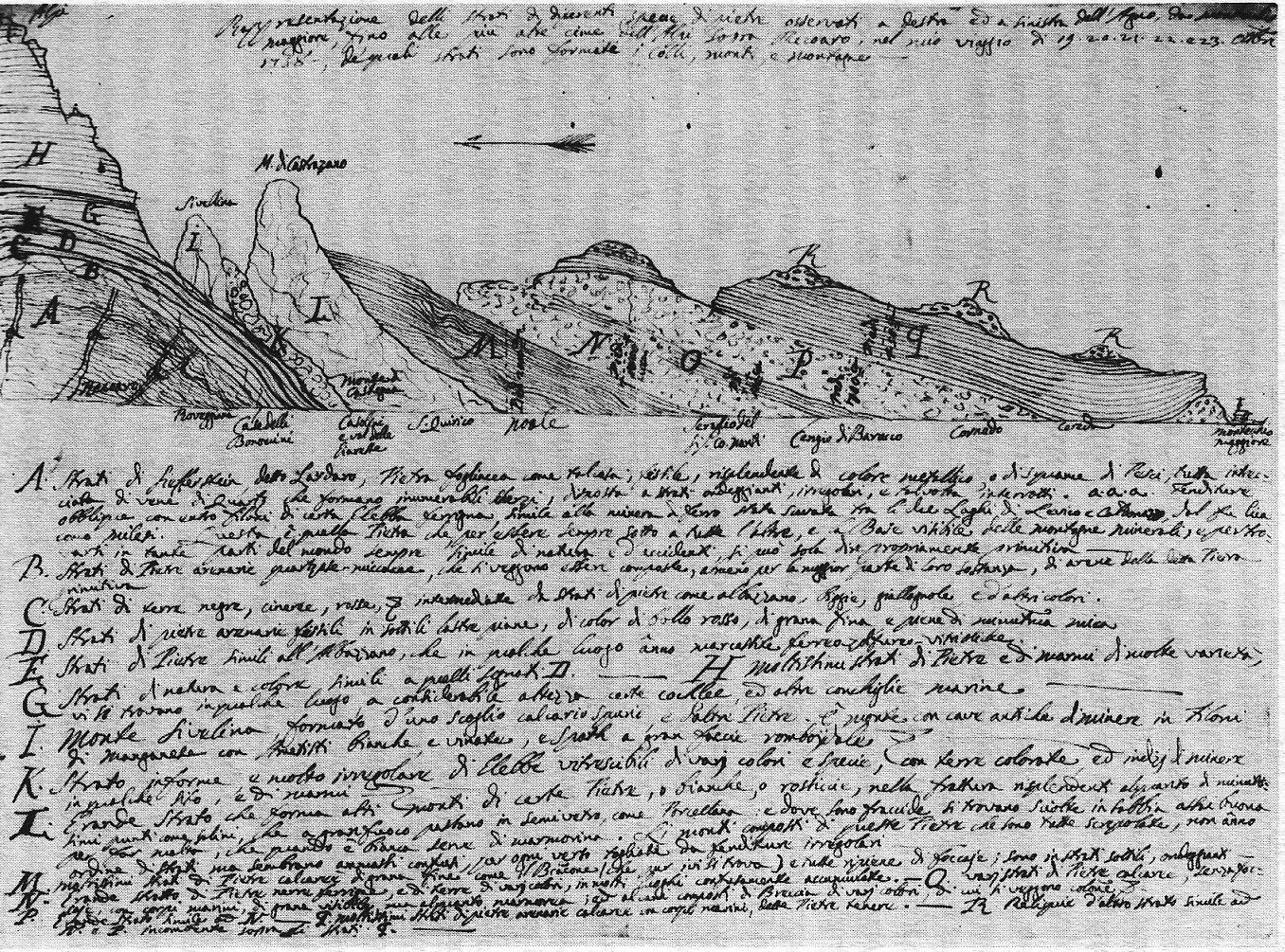
Sección geológica realizada en 1758 por Arduino del valle del Agno (Vicenza)

## Honores

### Eponimia
- 1912: El geólogo Edoardo Billows le dedicó el mineral "arduinita", pero, posteriormente se descubrió que era mordenita.
- 1976: Dorsum Arduino, en la Luna

## Literatura
- constantin von Wurzbach. 1856. Arduino, Giovanni. En: Biographisches Lexikon des Kaiserthums Oesterreich. Vol. 1. Ed. L. C. Zamarski, Viena 1856, pp. 61

- Datos: Q713692
- Multimedia: Giovanni Arduino / Q713692